# Perşembe (district)
Perşembe, waarvan de oorspronkelijke naam Vona luidt, is een Turks district in de provincie Ordu en telt 34.259 inwoners (2007). Het district heeft een oppervlakte van 237,0 km². Hoofdplaats is Perşembe.
De bevolkingsontwikkeling van het district is weergegeven in onderstaande tabel.
| 1997   | 2000   | 2007   |
| ------ | ------ | ------ |
| 39.692 | 37.512 | 34.259 |